# Centre de production de produits biologiques
Le Centre de production de produits biologiques (anglais : Biologics Manufacturing Centre) est une installation de biofabrication à Montreal qui servira à la production de vaccins, ainsi que d'autres produits biologiques. Il est situé sur le site de l'avenue Royalmount du Conseil national de recherches Canada, avec une plus petite installation qui fabriquera des vaccins et du matériel biologique pour les essais cliniques,.
L'installation sera utilisée pour produire le vaccin NVX-CoV2373 contre le COVID-19. La construction s'est achevée en juin 2021 mais l'installation n'est pas encore opérationnelle,. Il est prévu qu'il soit le premier laboratoire au Canada à produire des vaccins contre le COVID-19, avec une capacité de production de 4 000 litres par mois, soit environ 24 millions de doses d’un vaccin par an. Les deux installations ont été construites pour la somme de 126 $ millions canadien,.